# Station Froyennes
Station Froyennes is een spoorwegstation langs spoorlijn 75A (Moeskroen-Doornik) in Froyennes, een deelgemeente van de stad Doornik.

## Treindienst
| Serie         | Treinsoort          | Route                                                                | Bijzonderheden                                                                                     |
| ------------- | ------------------- | -------------------------------------------------------------------- | -------------------------------------------------------------------------------------------------- |
| IC 26         | Intercity (NMBS)    | Kortrijk – Froyennes – Doornik – Brussel-Zuid – Sint-Niklaas         | Rijdt alleen op werkdagen, laatste rit stopt bijkomend in elk station tussen Jette en Dendermonde. |
| L 4650        | L-trein (NMBS)      | Quévy – Bergen – [ Doornik – Froyennes – Moeskroen ] / [ Quiévrain ] | Rijdt in het weekend tussen Bergen en Quiévrain.                                                   |
| P 7510/8510   | Piekuurtrein (NMBS) | Moeskroen – Froyennes – Doornik – Brussel-Zuid – Schaarbeek          | Rijdt alleen op werkdagen. Twee treinen verder als IC-18 naar Luik-Paleis.                         |
| P 81 IC 19900 | TER (SNCF/NMBS)     | Lille-Flandres – Froyennes – Doornik                                 | |

## Reizigerstellingen
De grafiek en tabel geven het gemiddeld aantal instappende reizigers weer op een week-, zater- en zondag.
| Tabel: aantal instappende reizigers station Froyennes | Tabel: aantal instappende reizigers station Froyennes | Tabel: aantal instappende reizigers station Froyennes | Tabel: aantal instappende reizigers station Froyennes |
|                                                       | Weekdag                                               | Zaterdag                                              | Zondag                                                |
| ----------------------------------------------------- | ----------------------------------------------------- | ----------------------------------------------------- | ----------------------------------------------------- |
| 1977                                                  | 118                                                   | 15                                                    | 22                                                    |
| 1978                                                  | 123                                                   | 14                                                    | 13                                                    |
| 1979                                                  | 149                                                   | 6                                                     | 16                                                    |
| 1980                                                  | 150                                                   | 5                                                     | 5                                                     |
| 1981                                                  | 202                                                   | 15                                                    | 26                                                    |
| 1982                                                  | 167                                                   | 7                                                     | 14                                                    |
| 1983                                                  | 223                                                   | 94                                                    | 20                                                    |
| 1984                                                  | 70                                                    | 2                                                     | 3                                                     |
| 1985                                                  | 120                                                   | 1                                                     | 2                                                     |
| 1986                                                  | 65                                                    | -                                                     | 5                                                     |
| 1987                                                  | 114                                                   | 15                                                    | 29                                                    |
| 1988                                                  | 119                                                   | 10                                                    | 2                                                     |
| 1989                                                  | 163                                                   | 7                                                     | 8                                                     |
| 1990                                                  | 119                                                   | 30                                                    | 6                                                     |
| 1991                                                  | 141                                                   | 14                                                    | 3                                                     |
| 1992                                                  | 195                                                   | 25                                                    | 10                                                    |
| 1993                                                  | 104                                                   | 11                                                    | 2                                                     |
| 1994                                                  | 195                                                   | -                                                     | -                                                     |
| 1995                                                  | 105                                                   | -                                                     | -                                                     |
| 1996                                                  | 162                                                   | -                                                     | -                                                     |
| 1997                                                  | 176                                                   | -                                                     | -                                                     |
| 1998                                                  | 228                                                   | -                                                     | -                                                     |
| 1999                                                  | 200                                                   | -                                                     | 2                                                     |
| 2000                                                  | 218                                                   | -                                                     | -                                                     |
| 2001                                                  | 123                                                   | -                                                     | -                                                     |
| 2002                                                  | 184                                                   | -                                                     | -                                                     |
| 2003                                                  | 286                                                   | -                                                     | -                                                     |
| 2004                                                  | 282                                                   | -                                                     | -                                                     |
| 2005                                                  | 269                                                   | -                                                     | -                                                     |
| 2006                                                  | 261                                                   | -                                                     | -                                                     |
| 2007                                                  | 224                                                   | -                                                     | -                                                     |
| 2008                                                  | -                                                     | -                                                     | -                                                     |
| 2009                                                  | 475                                                   | -                                                     | -                                                     |
| 2010                                                  | -                                                     | -                                                     | -                                                     |
| 2011                                                  | -                                                     | -                                                     | -                                                     |
| 2012                                                  | 416                                                   | -                                                     | -                                                     |
| 2013                                                  | 384                                                   | -                                                     | -                                                     |
| 2014                                                  | 586                                                   | -                                                     | -                                                     |
| 2015                                                  | 559                                                   | 22                                                    | 22                                                    |
| 2016                                                  | 483                                                   | 20                                                    | 26                                                    |
| 2017                                                  | 545                                                   | 23                                                    | 25                                                    |
| 2018                                                  | 676                                                   | 27                                                    | 12                                                    |
| 2019                                                  | 863                                                   | 46                                                    | 36                                                    |
| 2020                                                  | 592                                                   | 33                                                    | 18                                                    |
| 2021                                                  | -                                                     | -                                                     | -                                                     |
| 2022                                                  | 809                                                   | 34                                                    | 20                                                    |
| 2023                                                  | 850                                                   | 84                                                    | 54                                                    |
| 2024                                                  | 748                                                   | 32                                                    | 24                                                    |

Barry-Maulde · 
Blandain · 
Chercq · 
Doornik · 
Ere · 
Froyennes · 
Havinnes · 
Havinnes-Village · 
Kain · 
Templeuve · 
Vaulx · 
Willemeau-Froidmont
0,0: Moeskroen ·
2,1: Herzeeuw-Plaats ·
3,4: Herzeeuw ·
6,9: Leers-Nord ·
9,4: Néchin ·
12,5: Templeuve ·
15,6: Froyennes
0,0: Halle ·
5,1: Beert-Bellingen ·
7,2: Sint-Renelde ·
10,0: Bierk ·
15,4: Edingen ·
18,2: Mark ·
24,2: Zullik ·
26,0: Opzullik ·
27,4: Hellebecq ·
30,7: Meslin-l'Evêque ·
32,8: Isières ·
34,4: Lanquesaint ·
38,4: Aat ·
41,7: Villers-Notre-Dame ·
43,7: Ligne ·
47,5: Chapelle-à-Wattines ·
50,4: Leuze ·
53,5: Pipaix ·
56,0: Barry-Maulde ·
61,6: Havinnes ·
63,9: Havinnes-Village ·
68,5: Doornik ·
71,1: Froyennes ·
75,5: Blandain